# 自由路街道 (包头市)
自由路街道，是中华人民共和国内蒙古自治区包头市青山区下辖的一个乡镇级行政单位。

## 行政区划
自由路街道下辖以下地区：
光明社区、自由路九号街坊社区、自由路十三号街坊社区、民主路三号街坊社区、欧鹿社区、光辉一社区、光辉二社区、光辉社区、自由路七号街坊社区、民主路六号街坊社区、自由路六号街坊社区和呼得木林大街十四号街坊社区。